# Franz Birbaumer
Franz Birbaumer (* 4. Oktober 1871 in Schleinz; † 17. September 1931 in Wiener Neustadt) war ein österreichischer Politiker (CSP), Gärtner und Abgeordneter zum Nationalrat.
Vor seinem politischen Engagement war er als Obergärtner im Landeslehrerseminar tätig. Außerdem war er Obmann des Christlichen Arbeitervereins und Vorstandsmitglied der Landarbeiterversicherungsanstalt für Wien, Niederösterreich und das Burgenland. Abgeordneter war er vom 7. Dezember 1920 bis zu seinem Tod am 17. September 1931 in der I., II., III. und IV. Gesetzgebungsperiode.